# Rhee Syng-man
Rhee Syng-man (koreanisch 이승만, RR: I Seung-man, Aussprache: [iː.sɯŋ.man]; * 26. März 1875 in Haeju, früher Provinz Hwanghae-do, Korea, heute Provinz Hwanghae-namdo, Nordkorea; † 19. Juli 1965 in Honolulu, USA) war ein koreanischer Politiker. Von 1948 bis 1960 amtierte er als erster Staatspräsident Südkoreas. Er war als autoritärer und antikommunistischer Machthaber bekannt, was letztendlich zu seinem Sturz durch die April-Revolution führte.

## Leben

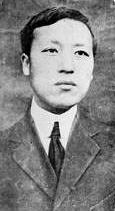
Rhee Syng-man (um 1910)

Rhee stammte aus einer verarmten Adelsfamilie, die mit der Yi-Herrscherdynastie von Korea verwandt war. Er besuchte eine methodistische Missionsschule. In seiner Jugend nahm er an Studentenprotesten gegen die Monarchie in Korea teil und wurde wegen Landesverrats verurteilt. Während seiner sechsjährigen Gefängnisstrafe nahm er den christlichen Glauben an und war bis zu seinem Tod Mitglied der Methodistenkirche. 1904 ging er in die USA, wo er 1910 an der Princeton University promovierte. Anschließend kehrte er vorübergehend nach Korea zurück, musste aber aufgrund seiner politischen Aktivitäten gegen die japanischen Besatzer das Land wieder verlassen.
Ab 1912 war Rhee Leiter einer Methodistenschule in Hawaii. 1919 wurde er in Abwesenheit zum Präsidenten der provisorischen Regierung Koreas im Exil gewählt. Er ging 1920 nach Shanghai, wo sich der Sitz der Exilregierung befand, kehrte aber nach Streitigkeiten schon 1925 nach Hawaii zurück. 1934 heiratete er in zweiter Ehe in New York die aus Wien stammende Franziska Donner und lebte danach in Washington, D.C. als „Repräsentant der koreanischen Exilregierung“.
Nach der Kapitulation Japans im Zweiten Weltkrieg wurde Korea in eine sowjetische nördliche und eine US-amerikanische südliche Besatzungszone aufgeteilt. Da die nordkoreanische Führung die vorgesehenen gesamtkoreanischen Wahlen verhinderte und die Oppositionsparteien im Süden als Protest gegen die Teilung die Wahl boykottierten wurde Rhee am 20. Juli 1948 zum ersten Präsidenten der Republik Korea (Südkorea) gewählt. Er genoss dabei die Unterstützung der USA, denen er als verlässlicher Verbündeter im Kampf gegen den Kommunismus galt. In seine durch Repressionsmaßnahmen gekennzeichnete Regierungszeit fiel das „Jeju-do-Massaker“, ein durch verschiedene Faktoren ausgelöster Konflikt auf der Insel Jejudo zwischen linksgerichteten paramilitärischen Banden, Einheimischen, Polizei und Armee, bei dem ein Zehntel bis ein Viertel der Bewohner Jeju-dos umkam.

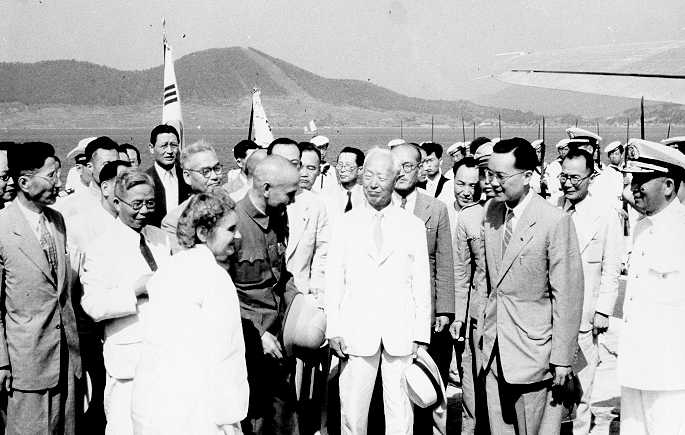
Rhee Syng-man bei einem Treffen mit dem Präsidenten der Republik China, Chiang Kai-shek, im August 1949 in Südkorea

Da die Schutzmacht USA Rhees Bemühen um eine gewaltsame Vereinigung des Landes nicht unterstützte, verweigerte sie die Ausrüstung der südkoreanischen Armee mit schweren Waffen. Daher konnte diese den Angriff des kommunistischen Nordens zu Beginn des Koreakrieges 1950 nicht abwehren. Im weiteren Verlauf wurden die nordkoreanischen Truppen durch das Eingreifen von UN-Truppen unter amerikanischer Führung auf ihre Ausgangspositionen zurückgedrängt. Obwohl Rhee für eine Fortsetzung des Krieges plädierte, um das Land wieder zu vereinigen, musste er sich den Wünschen der US-Regierung Eisenhower nach einer Beendigung des Konflikts fügen.
Rhees vermutlich durch Manipulation zustande gekommene Wiederwahlen 1956 und 1960 standen im Zeichen von Unruhen im Land, gegen die er rücksichtslos vorgehen ließ. Eine vierte Amtszeit wurde 1960 durch Studentenproteste während der sogenannten April-Revolution verhindert, wonach er mit Hilfe der CIA nach Hawaii ausgeflogen wurde. 1961 erkannte ein südkoreanisches Gericht ihm und 608 seiner politischen Gefolgsleute wegen undemokratischer Tätigkeit für sieben Jahre die Ehrenrechte ab. Rhee starb 90-jährig in Honolulu.